# Lušová (potok)
 Potok Lušová  je pravostranným přítokem Vsetínské Bečvy v okrese Vsetín ve Zlínském kraji. Délka toku činí 5,6 km. Plocha povodí měří 10,2 km².

## Průběh toku
Pramení mezi vrchy Lušovka (875 m n. m.) a Žebračka (835 m n. m.) ve Vsetínských vrších. Protéká údolím Lušová, dále horní částí Halenkova a nad lušovským silničním mostem se vlévá do Vsetínské Bečvy.

### Větší přítoky
- levé – Křižný potok
- pravé – Peciválka